# David Bratton
David Bratton (n. octombrie 1869, New York City, New York, SUA – d. 3 decembrie 1904, Chicago, Illinois, SUA) a fost un înotător ce a reprezentat Statele Unite ale Americii, medaliat olimpic. A participat la o ediție a Jocurilor Olimpice (1904) în care a câștigat o medalie de aur.

## Participări
Lista de mai jos prezintă principalele competiții la care a participat David Bratton de-a lungul carierei.
- Jocurile Olimpice de vară din 1904